# بتی بالفور
بتی بالفور (انگلیسی: Betty Balfour; ۲۷ مارس ۱۹۰۳ – ۴ نوامبر ۱۹۷۷) یک هنرپیشه اهل بریتانیا بود. وی بین سال‌های ۱۹۲۰ تا ۱۹۴۵ میلادی فعالیت می‌کرد.

## بخشی از فیلمشناسی
از فیلم‌ها یا برنامه‌های تلویزیونی که وی در آن نقش داشته‌است می‌توان به آثار زیر اشاره کرد.
- هیچ چیز دیگری مهم نیست (فیلم) (۱۹۲۰)
- مونت کارلو (فیلم ۱۹۲۵) (۱۹۲۵)
- توتیای دریایی (فیلم ۱۹۲۶) (۱۹۲۶)
- شامپاین (۱۹۲۸)
- بهشت (فیلم ۱۹۲۸) (۱۹۲۸)
- همیشه‌سبز (فیلم) (۱۹۳۴)